# Athetis conformis
Athetis conformis är en fjärilsart som beskrevs av Walker 1856. Athetis conformis ingår i släktet Athetis och familjen nattflyn. Inga underarter finns listade i Catalogue of Life.